# Zapisy Terroru
„Zapisy Terroru” – internetowa baza świadectw, uruchomiona przez Ośrodek Badań nad Totalitaryzmami im. Witolda Pileckiego w sierpniu 2016 r. Udostępniane są w niej świadectwa obywateli polskich, którzy po II wojnie światowej składali zeznania przed Główną Komisją Badania Zbrodni Niemieckich w Polsce. Od 17 września 2017 r. w bazie udostępniane są również relacje Polaków, którzy padli ofiarą represji ze strony totalitaryzmu komunistycznego. Zgodnie z ustawą z dnia 20 lipca 2018 nastąpiło połączenie Ośrodka Badań nad Totalitaryzmami im. Witolda Pileckiego z Instytutem Solidarności i Męstwa w wyniku którego powstał Instytut Solidarności i Męstwa im. Witolda Pileckiego. 

## Historia
Główna Komisja Badania Zbrodni Niemieckich w Polsce, powołana do życia w 1945 roku, dokumentowała zbrodnie niemieckie z czasu II wojny światowej, prowadziła dochodzenia i publikowała wyniki swych badań. W 1949 jej nazwę zmieniono na Główną Komisję Badania Zbrodni Hitlerowskich w Polsce. Komisja działała na terenie całego kraju. 
Zadania Komisji, rozszerzone o badanie terroru komunistycznego, przejął w 1998 r. pion śledczy Instytutu Pamięci Narodowej. Do archiwum IPN przekazano także jej dokumentację, w tym zeznania świadków. Na podstawie umowy z 11 lutego 2016 r. IPN rozpoczął przekazywanie ich cyfrowych kopii w celu udostępnienia w internecie. 4 sierpnia 2016 r. odbyła się premiera portalu internetowego „Zapisy Terroru”, którego baza zawierała początkowo ponad 500 zeznań złożonych przed Komisją.
25 stycznia 2017 r. Ośrodek Badań nad Totalitaryzmami podpisał porozumienie z Instytutem Hoovera, w wyniku którego „Zapisy Terroru” zostaną uzupełnione o świadectwa dotyczące zbrodni komunistycznych pochodzące z archiwum armii gen. Andersa. Dokumenty zawierające relacje Polaków – żołnierzy i cywilów, którzy opuścili Związek Radziecki wraz z polską armią – po II wojnie światowej przekazano do Instytutu Hoovera, gdyż obawiano się ich przechwycenia przez władze komunistyczne.
W 76. rocznicę powołania Tymczasowego Komitetu Pomocy Żydom („Żegoty”) Instytut Pileckiego udostępnił relacje obywateli polskich, którzy nieśli pomoc Żydom podczas II wojny światowej. Świadectwa zebrał Komitet dla Upamiętniania Polaków Ratujących Żydów. Przez lata swojej działalności zgromadził setki relacji na temat Polaków, którzy podczas okupacji niemieckiej ratowali przed zagładą obywateli polskich żydowskiego pochodzenia, a także Żydów z innych państw. 

## Zasób bazy świadectw
„Zapisy Terroru” zawierają blisko 4000 świadectw (większość z nich jest dostępna również w angielskim tłumaczeniu). W pierwszej kolejności udostępniono relacje dotyczące zbrodni popełnionych w czasie II wojny światowej w Warszawie i okolicach. Baza zawiera także zeznania byłych więźniów obozów zagłady i obozów koncentracyjnych. Zasób jest sukcesywnie poszerzany o świadectwa dotyczące wydarzeń z innych lokalizacji. Wiosną 2017 r. udostępniono przeszło 500 zeznań dotyczących terroru na Ziemi Kieleckiej, a w październiku 2017 - zbrodni niemieckich na Ziemi Radomskiej. 

### Auschwitz
Baza zawiera blisko 1000 świadectw dotyczących zespołu niemieckich obozów w Oświęcimiu. Wśród świadectw znajdują się zarówno relacje więźniów tamtejszego obozu koncentracyjnego, jak i obozu zagłady Auschwitz-Birkenau. W opublikowanym materiale znajdują się szczegółowe opisy doświadczeń będących obozową codziennością: pracy przymusowej, brutalnego traktowania, poniżania, dokonywanych selekcji i egzekucji. Pokaźną kolekcję stanowią świadectwa dotyczące eksperymentów medycznych przeprowadzanych w obozie oraz relacje członków Sonderkommando - świadków Zagłady Żydów.

### Egzekucje uliczne w okupowanej Warszawie
„Zapisy Terroru” zawierają około 100 zeznań na temat egzekucji ulicznych przeprowadzanych w okupowanej Warszawie. Wśród relacji znajdują się zarówno świadectwa naocznych świadków, jak i rodzin ofiar. Wybrane świadectwa zgromadzono w kolekcji Rządy Terroru – egzekucje na ulicach Warszawy.

### Pawiak
„Zapisy Terroru” zawierają kilkadziesiąt zeznań byłych więźniów Pawiaka, w tym również jego oddziału kobiecego, tzw. Serbii. Świadectwa dotyczą warunków panujących w więzieniu, stosowanych w nim tortur oraz popełnionych na jego terenie mordów. Część z nich zgromadzono w kolekcji Pawiak – warszawskie miejsce kaźni.

### Pacyfikacja Ochoty
W bazie zgromadzono przeszło 30 świadectw dotyczących pacyfikacji Ochoty. Wśród nich są relacje pracowników Instytut Radowego: Antoniego Borowieckiego, Bronisławy Mazurkiewicz oraz Józefa Laskowskiego, naocznych świadków popełnionych tam zbrodni. Na portalu są także dostępne zeznania Karola Cugowskiego, Józefa Górskiego i Lucjana Majchrzaka, którzy mimo odniesionych ran postrzałowych przeżyli masowe egzekucje przy ul. Grójeckiej. Mordów i gwałtów popełnionych na terenie „Zieleniaka” dotyczą m.in. świadectwa Kazimierza Sucharzewskiego, zmuszonego przez oprawców do pracy przy paleniu zwłok ofiar oraz oficera Armii Krajowej, Fryderyka Korsak-Bartonezza. Romuald Jakubowski i Maria Lachert byli zaś świadkami mordowania rannych przez oddziały niemieckie w szpitalach polowych. Pozostałe relacje zawierają opisy zbrodni popełnionych m.in. na terenie Kolonii Lubeckiego, Kolonii Staszica oraz Reduty Wawelskiej. Wybrane świadectwa zgromadzono w kolekcji Rzeź Ochoty – cierpienie dzielnicy.

### Rzeź Woli
Baza zawiera ponad 100 zeznań dotyczących Rzezi Woli. Wśród nich znajdują się m.in. świadectwa Janiny Rozińskiej, ranionej granatem w trakcie masowej egzekucji w Zajezdni Tramwajowej przy ul. Młynarskiej oraz Wiesławy Chełmińskiej, która mimo postrzelenia przeżyła serię mordów w Szpitalu św. Łazarza. Wacław Dąbrowski i ks. Bernard Filipiuk przetrwali i opisali masowe rozstrzelania przy zbiegu ul. Górczewskiej z ul. Zagłoby, jak również zbrodnie popełnione w Szpitalu Wolskim przy ul. Płockiej. Relacja Wandy Lurie (będącej wtedy w ósmym miesiącu ciąży) dotyczy zaś egzekucji w Fabryce Ursus przy ul. Wolskiej 55, w czasie której straciła trójkę dzieci oraz odniosła szereg obrażeń. Kazimierz Gębczyński złożył z kolei zeznanie na temat zbrodni popełnionych przy ul. Staszica 15, gdzie sam również został postrzelony. W bazie świadectw znalazły się też relacje członków tzw. Verbrennungskommando (Wacława Dziewulskiego, Mieczysława Gurbiela, Witolda Guzikowskiego, Mieczysława Miniewskiego, Stanisława Turka i Franciszka Zasady), zmuszonych przez Niemców do pracy przy paleniu zwłok ofiar. Pozostałe świadectwa dotyczą m.in. zbrodni popełnionych przez oddziały niemieckie w Fabryce Franaszka, Parku Sowińskiego oraz rejonie ul. Wolskiej i ul. Górczewskiej. Część świadectw zgromadzono w specjalnej kolekcji Ludobójstwo na Woli – wyrok śmierci na dzielnicę.

### Treblinka
W bazie świadectw znajduje się ponad 30 zeznań dotyczących funkcjonowania obozu zagłady. Oprócz świadectw byłych więźniów udostępniono także relacje pracowników kolei – świadków transportu ofiar do Treblinki. Część z nich zgromadzono w kolekcji Treblinka – kompleks zagłady polskich Żydów.

### Zbrodnie w „dzielnicy policyjnej”
„Zapisy Terroru” zawierają kilkadziesiąt świadectw na temat zbrodni popełnionych w „dzielnicy policyjnej” w czasie powstania warszawskiego. Dotyczą m.in. masowych egzekucji w Ogrodzie Jordanowskim przy ul. Bagatela, ruinach pawilonu GISZ, Aptece Anca oraz wydarzeń w gmachu Gestapo w al. Szucha. Wśród świadków znalazły się także kobiety użyte przez Niemców jako żywe tarcze dla czołgów. Część świadectw zgromadzono w kolekcji Zbrodnie w „dzielnicy policyjnej” – dramat powstańczej Warszawy.

### Archipelag Gułag
Baza zawiera świadectwa osób, które zostały aresztowane i skazane na odbycie kary w poprawczych obozach pracy przymusowej (łagrach). Znajdują się tu wyczerpujące opisy brutalnych metod przesłuchania stosowanych przez NKWD, warunków panujących w więzieniach i obozach oraz przebiegu pracy przymusowej do której byli zobowiązani skazańcy. Świadkowie opisują też często okoliczności swojego zwolnienia w wyniku tzw. „amnestii” oraz drogę do Armii Andersa.

### Na zesłaniu
Osobno wydzielono relacje osób, które zostały deportowane do ZSRR na podstawie decyzji administracyjnej NKWD w latach 1940-1941. Byli to głównie „wrogowie ludu” w rozumieniu władz sowieckich, a więc osadnicy wojskowi, leśnicy, urzędnicy państwowi i członkowie ich rodzin. Zesłańcy opisywali warunki panujące w czasie transportu i w punkcie przeznaczenia. Wiele świadectw podkreśla tragiczną sytuację materialną, w której znaleźli się na miejscu zsyłki. Część z nich zawiera informacje na temat stosunków panujących pomiędzy samymi deportowanymi, jak i ich kontaktach z ludnością miejscową.

### Epilog Września – żołnierze polscy w niewoli radzieckiej
Zbiór świadectw spisywanych przez polskich żołnierzy, którzy w wyniku kampanii wrześniowej dostali się do sowieckiej niewoli i trafili do obozów jenieckich NKWD lub jenieckich obozów pracy przymusowej. Relacje te zawierają opisy rzeczywistości obozowej, metod przesłuchań i werbowania informatorów przez NKWD, a także narzędzia propagandy komunistycznej skierowanej na polskich żołnierzy. W wyniku tzw. „amnestii” większość ze świadków wstąpiła w szeregi Armii Andersa.

### Świadectwa nieznanych sprawiedliwych
Baza zawiera relację na temat Polaków, którzy podczas okupacji niemieckiej ratowali przed Holocaustem obywateli polskich żydowskiego pochodzenia, a także Żydów z innych państw Europy. Wśród świadectw odnajdujemy relacje osób nagrodzonych tytułem Sprawiedliwy Wśród Narodów Świata. Cześć relacji przekazali Żydzi ocaleni z Holocaustu.